# أمين باشا الجليلي
أمين باشا بن حسين بن إسماعيل الجليلي الموصلي (1132 - 1189 هـ / 1720 - 1775 م) هو أحد ولاة بني عبد الجليل في الموصل.
ولي كركوك ثم الموصل ثم ديار بكر، وأعيد إلى الموصل. وتوفي فيها.
عين واليا على الموصل لأول مرة سنة 1772 م وأعيد تعيينه خمس مرات حتى 1775 م. خدم على الجبهة الروسية في حرب 1768 - 1774 م التركية - الروسية.

## المصدر
1. ↑  الزركلي، خير الدين (أيار 2002 م). الأعلام - ج 2 (ط. الخامسة عشر). بيروت: دار العلم للملايين. ص. 16. مؤرشف من الأصل في 2019-12-09. {{استشهاد بكتاب}}: تحقق من التاريخ في: |سنة= (مساعدة)
2. ↑  https://www.google.iq/books/edition/%D8%A7%D9%84%D8%AF%D9%88%D9%84%D8%A9_%D9%88%D9%85%D8%AC%D8%AA%D9%85%D8%B9_%D8%A7%D9%84%D9%88%D9%84%D8%A7%D9%8A%D8%A9/tzcZEAAAQBAJ?hl=en&gbpv=1&pg=PA137&printsec=frontcover